# Parafia Niepokalanego Poczęcia Najświętszej Maryi Panny w Górzynie
Parafia Niepokalanego Poczęcia Najświętszej Maryi Panny w Górzynie – parafia rzymskokatolicka położona w dekanacie Lubsko, diecezji zielonogórsko-gorzowskiej, metropolii szczecińsko-kamieńskiej. Została erygowana w 1974.

## Zasięg parafii
- Chocicz
- Chocimek
- Dąbrowa
- Gozdno
- Górzyn
- Grabków
- Janowice
- Kałek
- Lutol
- Małowice
- Mokra
- Osiek
- Tymienice